# Агелок
Агелок (фр. Aguel'hoc) — сельская община и деревня в регионе Кидаль на востоке Мали в Тесалитском округе. По переписи 2009 года население коммуны составляло 8080 человек.

## География
Агелок расположен на севере Долина Тилемси. Расположенный в массиве из песчаника Адрар-Ифорас, Агелок находится в 430 км к северу от Гао и в 150 км к югу от границы с Алжиром, на открытой пустыне.
Площадь коммуны примерно равна 22,000 км2, что примерно равняется площади Белиза.
95% населения составляют туареги. Большинство из них ведет кочевой образ жизни.
В январе 2012 года исламистская группа Ансар ад-Дин захватила военную базу в Агелоке. Франция обвинила группу в казни 82 солдат после захвата, охарактеризовав тактику группы как «стиль Аль-Каиды». Всего погибли от 128 до 153 солдат.
29 июля 2012 года исламисты забросали камнями пару до смерти за то, что у них были дети вне брака. Чиновник сообщил, что после инцидента многие люди уехали из города в Алжир.